# Корона Кристіана IV
Корона Кристіана IV — данська корона, що була створена для коронації Крістіана IV Датсько-Норвезького 29 серпня 1596 року, є старшою з двох уцілілих корон Данії. Використаний лише для ще однієї коронації, коронації його сина Фредеріка III у 1648 році, разом з іншими клейнодами данської корони зараз виставлена у Королівській скарбниці Данії в замку Розенборг.

## Опис
Корона виготовлена із золота, емалі, дорогоцінних огранованих каменів та перлів. Вона має максимальний діаметр 25 см, висоту 17,8 см і важить 2,835 кг. К
Коло прикрашене шістьма наборами діамантів огранювання «стіл» між двома великими круглими перлинами з емальованими путті з обох боків. Між кожним з цих наборів розташовані зіркоподібні орнаменти з трикутних і квадратних діамантів ограновування «стіл». На верхньому обідку кільця розташовано шість великих і шість малих арабескоподібних точок. У центрі кожної з більших точок є емальована алегорична фігура однієї з правлячих функцій і чеснот короля. Три краї над чолом короля та за кожним з його вух несуть «пелікан у її побожності». Праворуч від чола короля зображено Мужність верхи на леві, а ліворуч зображено Правосуддя у вигляді жінки, що тримає меч і пару терезів. Вістря над шиєю короля несе традиційне зображення Любові як матері, яка годує дитину. Зсередини ці точки прикрашені гербами різних регіонів королівства. Кожна шість менших точок має зіркоподібний дизайн із трикутними та квадратними настільними діамантами з великою грушоподібною перлиною у верхній частині.
Зсередини ці вістря були прикрашені гербами різних регіонів королівства, зокрема трьома левами Данії (підтриманими двома путті), норвезьким левом, готським левом, трьома коронами Кальмарської унії, вендським ліндвормом, готландським бараном, ісландською рибою, двома шлезвігзькими левами, голштейнським листом кропиви, штормарнським лебедем, дітмаршенським лицарем, ольденбурзькими злитками, дельменгорстським хрестом та езельським орлом. Після територіальних втрат Данії в 1645 році в результаті миру в Бремсебро деякі з цих гербів були видалені.
На момент виготовлення клейноду при європейських дворах відкриті корони вже вийшли з моди. Рішення все ж зробити відкриту корону, можливо, покладалося на бажання підкреслити історичні зв'язки з трьома відкритими коронами Кальмарської унії.

## Історія

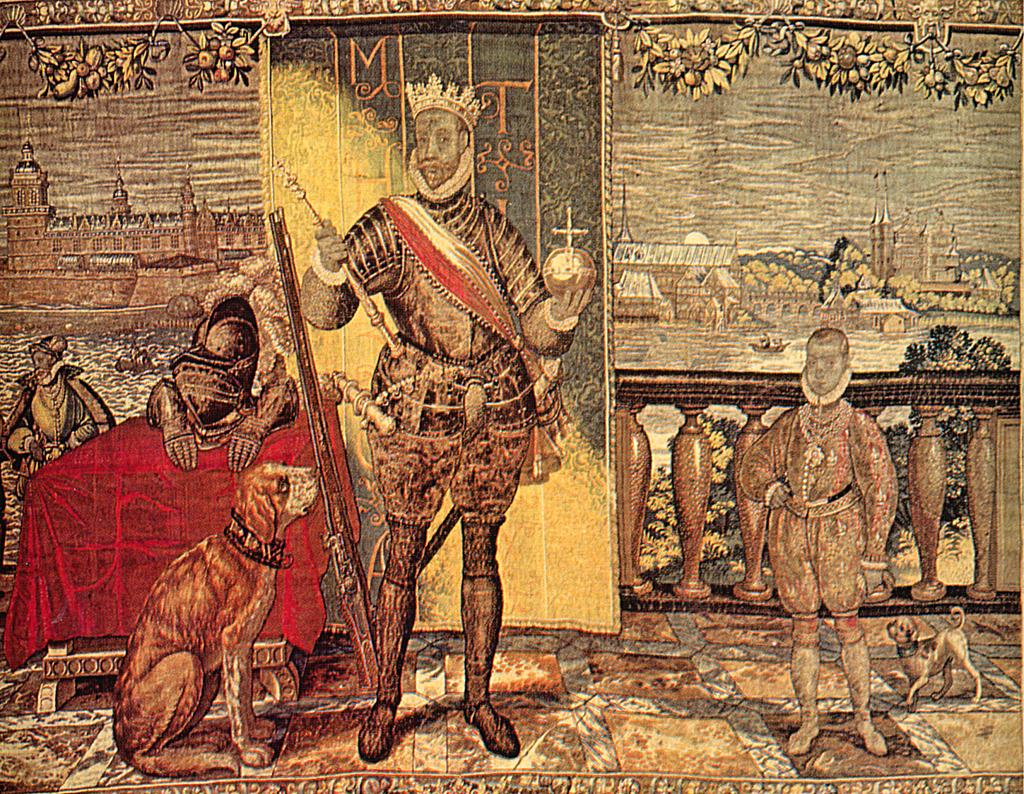
Принц Крістіан (IV) зі своїм батьком Фредеріком II у старій короні, зображений на одному з гобеленів Кронборга.

На момент смерті свого батька 4 квітня 1588 року Крістіану IV було всього 11 років. Він успадкував трон, але оскільки він був ще неповнолітнім, була створена регентська рада, яка була опікуном королівської влади, поки Крістіан ще підростав. У 1595 році Рада королівства вирішила, що Крістіан незабаром досягне достатнього віку, щоб взяти на себе особистий контроль над правлінням. Для майбутньої церемонії коронації було вирішено замовити нову корону. Нова корона була виготовлена протягом 1595—1596 років в майстерні Оденсе (1580—1603) за сприяння нюрнберзького ювеліра Корвініана Саура.
У грудні 1595 року Крістіан IV відправився в замок Скандерборг через Калундборг і Орхус, використовуючи поромну переправу, яку він сам організував. 27 грудня Ганс Міккельсен, королівський скарбник (rentemester), був відправлений з Орхуса до Копенгагена, щоб забрати стару корону в Копенгагені. До обов'язків таємних радників входило спостереження за королівськими регаліями, які тоді зберігалися у підвалі Копенгагенського замку. 26 січня 1596 року коваль в Орхусі отримав винагороду за виготовлення скриньки для королівських регалій. До 30 січня Крістіан IV продовжив шлях до Колдінггуса. 4 лютого посланець Діріх Фірінг був викликаний до Кольдинга для зустрічі з королем, офіційно для обговорення замовлення набору срібних труб, але насправді для обговорення нової корони.
29 серпня 1596 року Крістіан IV був коронований у церкві Богоматері в Копенгагені єпископом Зеландії Педером Йенсеном Вінструпом (1549—1614). Він був увінчаний новими коронними регаліями, виготовленими для нього Діріхом Фірінгом.
У серпні 1628 року Крістіан IV заклав корону та інші королівські регалії трьом голштинським шляхтичам. Власні регалії Крістіана IV пізніше були викуплені, на відміну від старих регалій, з яких, здається, був викуплений лише Державний меч Фредеріка III. У 1633 році Крістіан IV відремонтував корону в Гамбурзі.
Під час війни Торстенсона, коли Данія знову була на межі банкрутства, Крістіан IV знову заклав свою корону та інші королівські регалії як забезпечення позики в 15 000 ріґсдалерів від Габріеля Марселіса Старшого в Гамбурзі. Тому для коронації Фредеріка III у 1648 році корону довелося викупити у банкіра в Гамбурзі. Фрідріх III вирішив модернізувати її, закривши арками, мондом і хрестом.
Крістіан V перед власною коронацією знову видалив арки та інші зміни, використовуючи алмази та золото з них у виготовленні своєї власної закритої корони.